# Bâtiment de l'association officielle des métreurs et des architectes techniques de Pontevedra
Le bâtiment de l'association officielle des métreurs et architectes techniques de Pontevedra est une maison seigneuriale du début du XXe siècle dans la ville de Pontevedra (Espagne).

## Situation
Le bâtiment est situé au numéro 23 de la rue Enfesta de San Telmo, dans le centre historique de Pontevedra, avec des façades donnant sur la place du Muelle et la rue du Barón. Il se trouve en face du palais des Comtes de Maceda, actuellement le Parador de Tourisme de Pontevedra.

## Histoire
Il existe des références à un bâtiment à cet endroit depuis le XVe siècle. Un plan de la ville datant de 1856, réalisé par le cartographe et lieutenant-colonel des ingénieurs Francisco Coello de Portugal y Quesada, mentionne déjà l'existence d'un bâtiment dans ce lieu. La maison a appartenu à l'homme d'affaires et philanthrope Casimiro Gómez Cobas. En 1931, un étage a été ajouté à celui qui existait déjà, mais ce n'est qu'au milieu des années 1950 que, selon le projet de l'architecte Juan Argenti Navajas, un étage supplémentaire a été ajouté avec un grenier sous le toit, ce qui a façonné sa structure actuelle.
En 2002, l'Association officielle des métreurs et architectes techniques de Pontevedra a acheté le bâtiment et confié sa restauration à l'architecte Celestino García Braña. Les travaux ont débuté en mars 2004 et le bâtiment a été inauguré le 25 mai 2005 en tant que siège de l'Association des architectes techniques de la province de Pontevedra,, au service des membres de l'Association dans toute la province.

## Description
Le bâtiment a une superficie de 1800 mètres carrés, divisée en un rez-de-chaussée, deux étages et un grenier.
Il s'agit d'un bâtiment indépendant en pierre avec un plan rectangulaire. La façade extérieure présente une grande cheminée en pierre sur le côté droit de la façade nord et des arcs surbaissés sur les fenêtres du premier et du deuxième étage. Sur la façade de la rue Baron, le premier étage possède un balcon le long de la façade et le deuxième étage un balcon au centre et deux galeries à chaque extrémité. Au rez-de-chaussée, les fenêtres et les portes sont protégées par des éléments en acier Corten, qui présentent un motif découpé en forme de feuille de chêne qui apporte de la lumière à l'intérieur. Sur le toit, la toiture en tuiles est terminée sur les côtés des façades sud et nord par des gargouilles en cuivre proéminentes.
À l'intérieur, le bâtiment est dominé par une voûte inversée bleue de 12 mètres de haut qui couronne la cage d'escalier du bâtiment, et où les lumières simulent un aspect étoilé. L'escalier se termine par un espace dégagé au rez-de-chaussée, où les deux entrées se rejoignent. Dans les combles, une fenêtre s'ouvre sur la façade nord, éclairant l'intérieur en diagonale. Les planchers sont en bois et le béton et le bois apparents constituent la base de la structure. Les cloisons intérieures sont peintes à l'huile et les rampes d'escalier sont en verre. Le rez-de-chaussée abrite une salle d'exposition et un service clientèle, le premier étage des bureaux et une bibliothèque, le deuxième étage une salle de réunion, des salles de formation et le bureau du doyen de l'association, et les combles des archives.

## Galerie

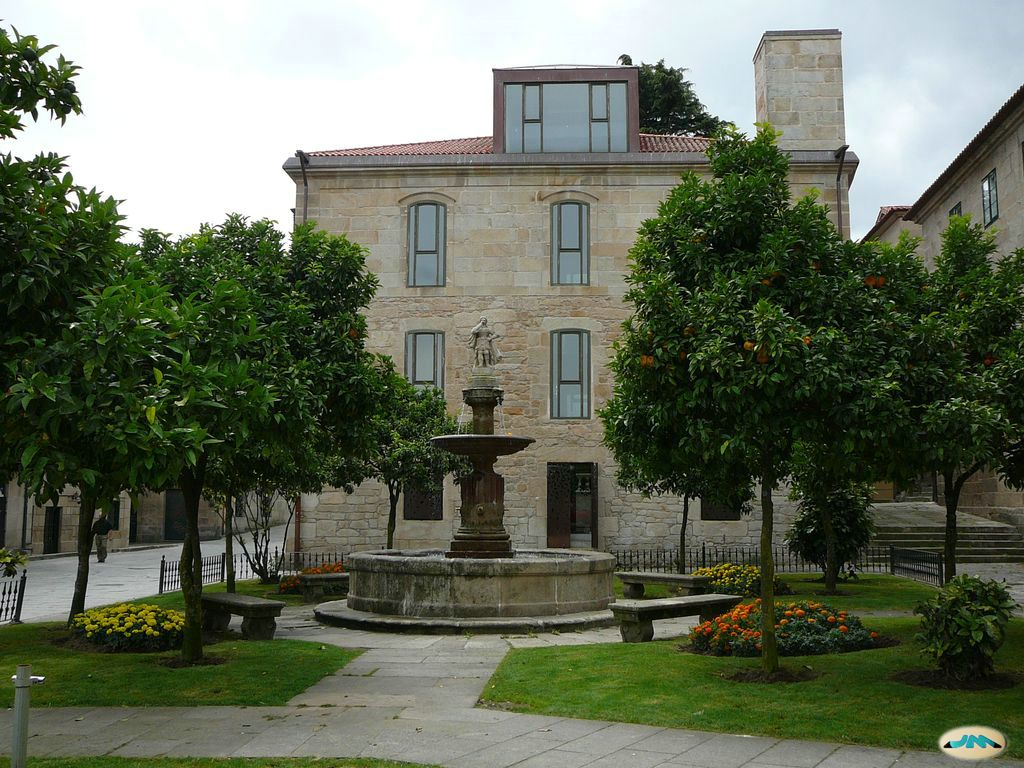
Façade nord du bâtiment
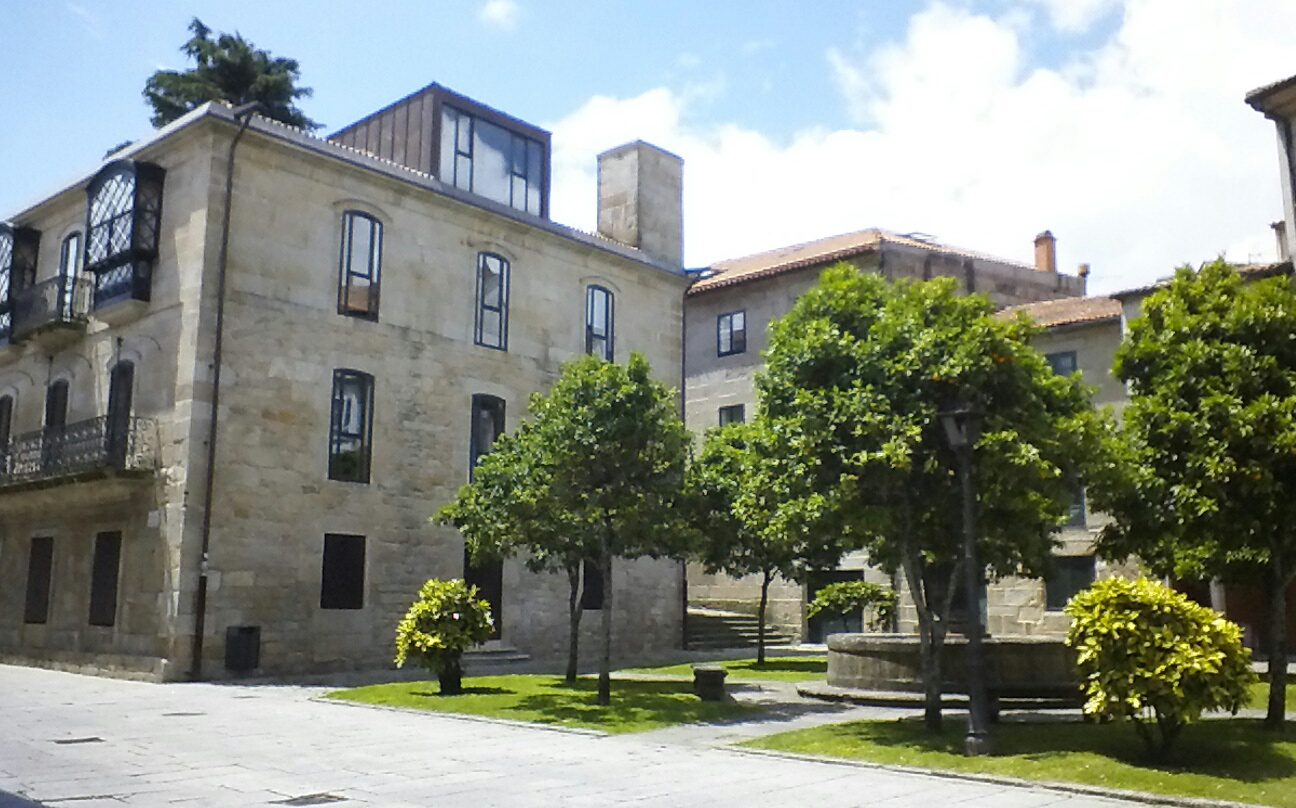
Le bâtiment sur la place du Muelle
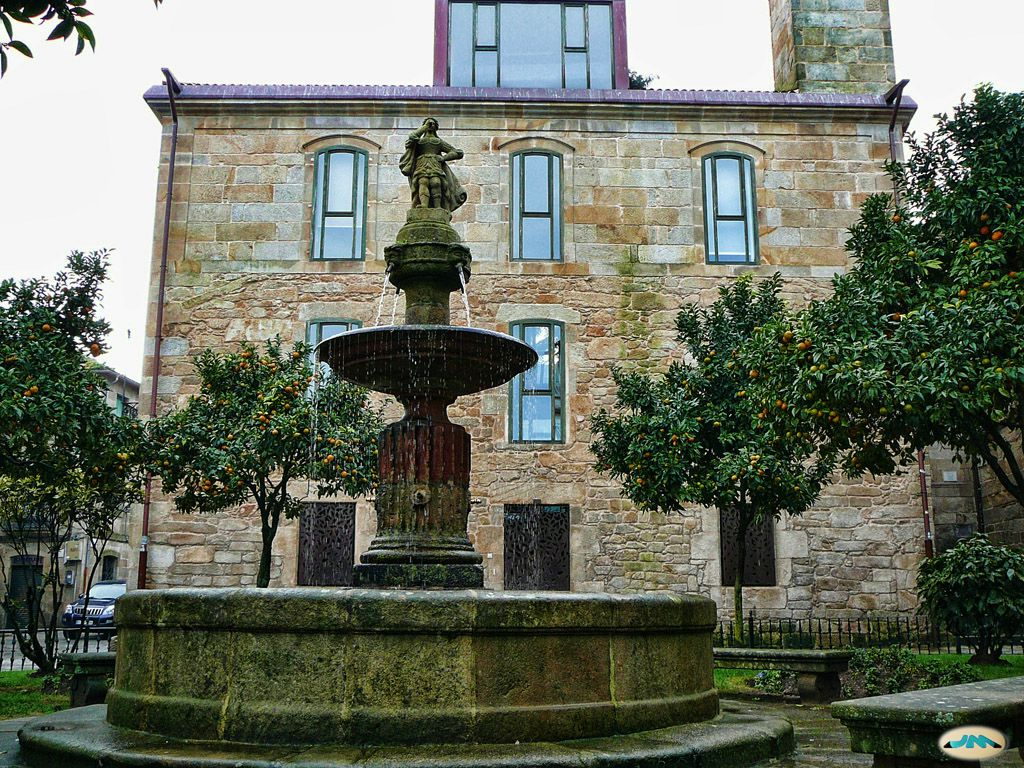
Le bâtiment et la fontaine de 1876 conçue par Alejandro Sesmero avec la sculpture de la déesse romaine Fama
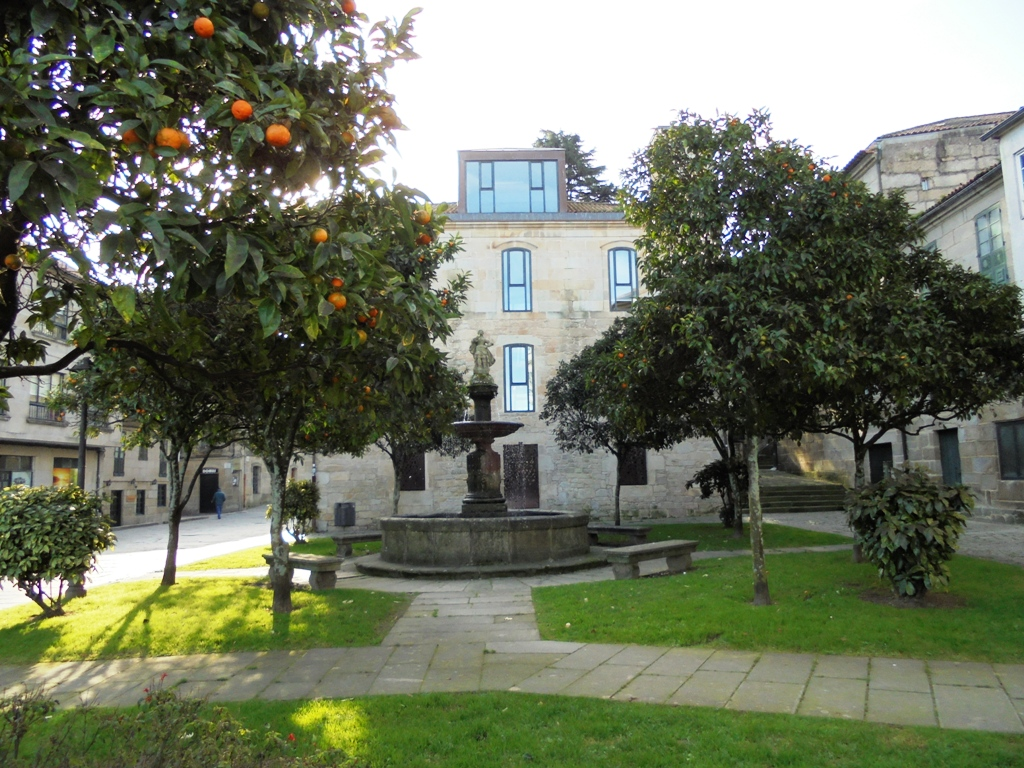
Le bâtiment derrière les orangers de la place
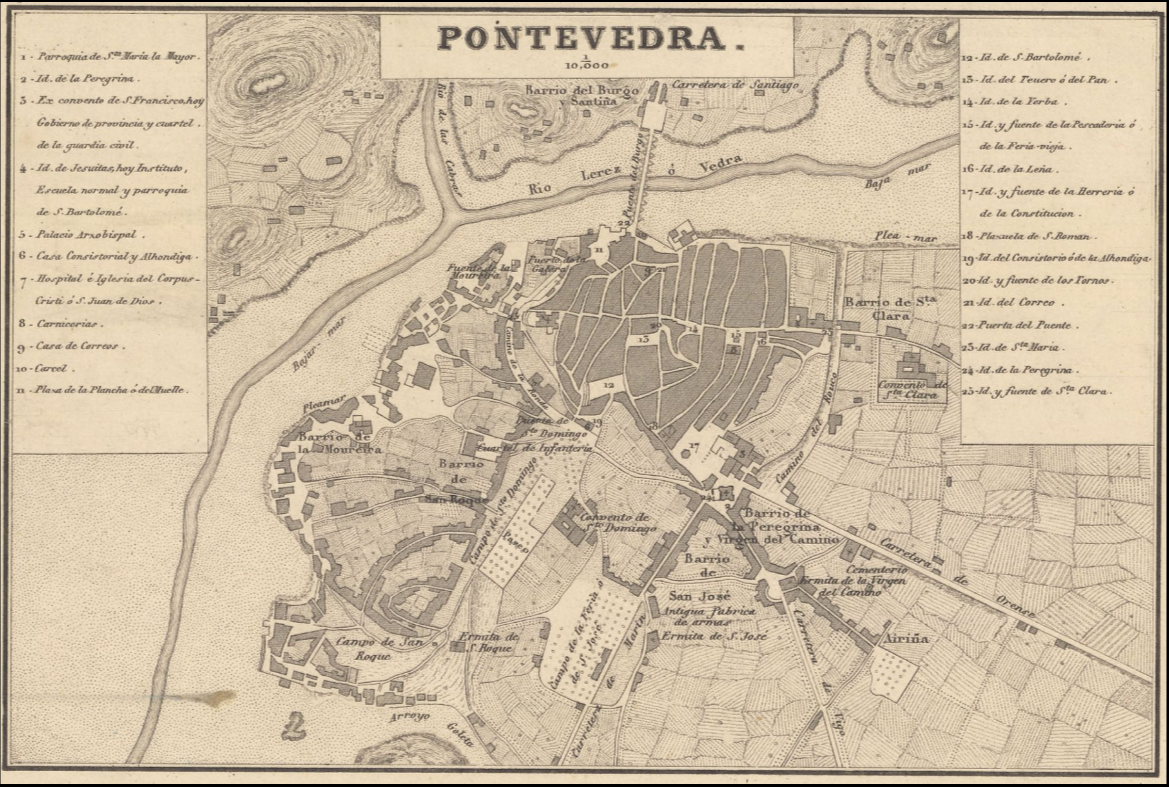
Plan de 1856 avec les bâtiments de la place du Quai ou de la Plancha au numéro 11